# USS North Carolina (SSN-777)
O USS North Carolina é um submarino nuclear de ataque operado pela Marinha dos Estados Unidos e a quarta embarcação da Classe Virginia. Sua construção começou em maio de 2004 nos estaleiros da Newport News Shipbuilding na Virgínia e foi lançado ao mar em maio de 2007, sendo comissionado na frota norte-americana em maio do ano seguinte. É armado com doze lançadores verticais de mísseis e quatro tubos de torpedo de 533 milímetros, tem um deslocamento submerso de quase oito mil toneladas e alcança uma velocidade máxima de 32 nós submerso.